# Chereluș
Chereluș – wieś w Rumunii, w okręgu Arad, w gminie Șicula. W 2011 roku liczyła 949 mieszkańców. 